# Gállego
Der (Río) Gállego (aragonesisch río Galligo) ist ein Fluss im Bereich der spanischen Pyrenäen. Er ist einer der großen Nebenflüsse des Ebro im mittleren Ebrobecken. Das Becken des Gállego hat einen Einzugsbereich von 8.903 km²; der Fluss ist bis zu seiner Mündung in den Ebro 215 km lang.
Der Gállego entspringt nördlich des Ortes Sallent de Gállego am Col d'Aneu auf 2.200 m Höhe, in der Nähe des Col du Pourtalet im Tena-Tal, in den Pyrenäen der Provinz Huesca in Aragonien. Im oberen Becken des Gállego sind seine wichtigsten Zuflüsse der Río Aguas Limpias (der durch die Sarra-Talsperre reguliert wird), der Caldares, der Escarra und der Aurín. Im mittleren und unteren Becken fließt ihm der Guarga, der Asabón und der Sotón zu, die aber weit weniger Wasser mit sich führen.
Er durchschneidet die Vorpyrenäen und fließt durch Sallent de Gállego und von dort an Panticosa und Sabiñánigo vorbei. Hinter Sabiñánigo macht der Fluss einen weiten Schlenker bis Triste, wo er seine ursprüngliche Nord-Süd-Richtung wieder aufnimmt und bis zur Mündung in den Ebro im Bereich der Stadt Saragossa beibehält. Der Gállego wird durch Staumauern bzw. Talsperren in Formigal, Lanuza, Búbal, Sabiñánigo, La Peña und Ardisa reguliert. Der Sotonera-Stausee entsteht durch die Ardisa-Talsperre. 
Unterhalb des Sotonera-Stausees befinden sich auf dem Gebiet der Gemeinde Puendeluna (in der Comarca Cinco Villas) eine Pumpe und der Kanal, der das Wasserkraftwerk Salto del Lobo bedient. Dieser Kanal durchfließt Puendeluna und Marracos und vereint sich hinter dem Kraftwerk wieder mit dem Gállego. Bei seiner Mündung in den Ebro im Bereich Saragossas ist der Gállego kein so mächtiger Fluss wie in den Vorpyrenäen mehr, da er außerhalb des Gebirges nur noch wenig Zuströme erhält.